# Fear the Walking Dead (mùa 3)
Fear The Walking Dead (mùa 3) (tạm dịch: Khởi nguồn Xác sống (mùa 3) là phần thứ ba của series phim Fear the Walking Dead dựa theo bộ phim về đại dịch xác sống của cùng nhà đài AMC là The Walking Dead, gồm có 16 tập, được bắt đầu phát sóng từ ngày 4/6/2017. Trước đó vào ngày 15/4/2016, AMC đã xác nhận rằng mùa thứ ba của Fear The Walking Dead sẽ được thực hiện. Tương tự như phần trước đó, quá trình quay phim của Phần 3 tiếp tục được diễn ra tại Mexico, bắt đầu từ ngày 10/1/2017. Đây sẽ là mùa phim cuối cùng mà Dave Erickson đảm nhiệm vai trò là chỉ đạo sản xuất chính của phim trước khi được thay thế bởi Andrew Chambliss và Ian Goldberg trong phần sau đó.
Sau khi nhận được những phản hồi tích cực từ việc phát sóng 2 tập phim liền mạch cuối Phần 2, Phần 3 này đã tiếp tục sử dụng cách thức này trong 4 cột mốc quan trọng của mùa phim: mở đầu mùa, kết thúc nửa đầu, mở đầu nửa sau và kết thúc mùa phim.

## Tóm lược nội dung

### Tập 1:Eye Of The Beholder
Các thành viên trong gia đình nhà Clark rơi vào một tình cảnh vô cùng tồi tệ và phải tìm cách thoát khỏi.

### Tập 2:The New Frontier
Sau một hành trình gian nan, nhóm nhân vật chính cũng đến được ngôi nhà mới - trang trại Broke Jaw. Trong khi đó, Strand phải đối mặt với việc phải rời khỏi nơi mình đang ở.

### Tập 3:TEOTWAWKI
Gia đình nhà Clark tìm cách hòa nhập tại nơi ở mới. Người lãnh đạo ở đây có một quá khứ đen tối mà Madison cảm thấy mình đã từng trải qua.

### Tập 4:100
Một nhân vật trở về từ cõi chết và phải đi tìm mục đích sống.

### Tập 5:Burning In Water, Drowning In Flame
Một mối đe dọa mới xuất hiện.

### Tập 6:Red Dirt
Tin đồn về điều khủng khiếp mà kẻ địch gây nên khiến cả cộng đồng hoang mang. Madison phải tìm mọi cách để giữ mọi người sát cánh bên nhau.

### Tập 7:The Unveiling
Một thỏa thuận mới được lập nên nhằm đổi lấy sự hòa bình. Nhưng để thực hiện nó liệu có dễ dàng?

### Tập 8:Children Of Wrath
Sự thật trong quá khứ được phơi bày. Gia đình nhà Clark phát hiện ra những gì họ thấy có thể không tốt đẹp như họ tưởng.

### Tập 9:Minotaur
Quyền lực lãnh đạo trang trại Broke Jaw được chuyển giao. Daniel hỗ trợ Lola đi phân phát nước cho người dân.

### Tập 10:The Diviner
Khi nguồn nước ở trang trại bị thiếu trầm trọng, Madison và Qaletaqa phải ra ngoài tìm nguồn nước mới. Nick & Alicia ở lại và phải cố gắng duy trì bầu không khí yên bình của Broke Jaw.

### Tập 11:La Serpiente
Những người bạn cũ gặp lại. Một nhiệm vụ mới được thực thi để tái tạo lại nguồn nước của trang trại.

### Tập 12:Brother's Keeper
Nick và Jake tìm cách giải quyết một vấn đề nhức nhối. Người dân Broke Jaw chuẩn bị tinh thần đối mặt với một mối đe dọa đáng sợ nhất mà họ từng gặp.

### Tập 13:This Land Is Your Land
Giữa tình thế nguy hiểm, Alicia lần đầu đặt mình vào vị trí thủ lĩnh và phải đưa ra những quyết định có khả năng thay đổi vận mệnh người khác.

### Tập 14:El Matadero
Alicia gặp được một người bạn mới. Một cái chết xảy ra, dẫn đến một cuộc đoàn tụ không trọn vẹn.

### Tập 15:Things Bad Begun
Toan tính của Strand lộ rõ khi Nick phát hiện ra một mối đe dọa mới sắp xâm chiếm đập Gonzalez. Madison phải đối mặt với một bí mật khủng khiếp vừa được hé lộ.

### Tập 16:Sleigh Ride
Sự trung thành của Strand bị thử thách khi thế lực thù địch tấn công đập nước. Các thành viên gia đình nhà Clark bị đẩy đến tận cùng giới hạn. Madison một lần nữa phải nhớ lại quá khứ đen tối của mình.

## Thông tin cơ bản
|     | Tên tập                             | Biên kịch                     | Đạo diễn          | Ngày lên sóng | Lượng người xem (Mỹ) |
| --- | ----------------------------------- | ----------------------------- | ----------------- | ------------- | -------------------- |
| 1.  | Eye Of The Beholder                 | Dave Erickson                 | Andrew Bernstein  | 4/6/2017      | 3.11 triệu           |
| 2.  | The New Frontier                    | Mark Richard                  | Stefan Schwartz   | 4/6/2017      | 2.7 triệu            |
| 3.  | TEOTWAWKI                           | Ryan Scott                    | Deborah Chow      | 11/6/2017     | 2.5 triệu            |
| 4.  | 100                                 | Alan Page                     | Alex Garcia Lopez | 18/6/2017     | 2.4 triệu            |
| 5.  | Burning In Water, Drowning In Flame | Suzanne Heathcote             | Daniel Stamm      | 25/6/2017     | 2.5 triệu            |
| 6.  | Red Dirt                            | Wes Brown                     | Courtney Hunt     | 2/7/2017      | 2.19 triệu           |
| 7.  | The Unveiling                       | Mark Richard                  | Jeremy Webb       | 9/7/2017      | 2.62 triệu           |
| 8.  | Children Of Wrath                   | Jami O'Brien                  | Andrew Bernstein  | 9/7/2017      | 2.4 triệu            |
| 9.  | Minotaur                            | Dave Erickson Mike Zunic      | Stefan Schwartz   | 10/9/2017     | 2.14 triệu           |
| 10. | The Diviner                         | Ryan Scott                    | Paco Cabezas      | 10/9/2017     | 2.14 triệu           |
| 11. | La Serpiente                        | Mark Richard Lauren Signorino | Josef Wladyka     | 17/9/2017     | 1.99 triệu           |
| 12. | Brother's Keeper                    | Wes Brown                     | Alrick Riley      | 24/9/2017     | 2.08 triệu           |
| 13. | This Land Is Your Land              | Suzanne Heathcote             | Meera Menon       | 1/10/2017     | 2.36 triệu           |
| 14. | El Matadero                         | Alan Page                     | Stefan Schwartz   | 8/10/2017     | 2.23 triệu           |
| 15. | Things Bad Begun                    | Jami O'Brien                  | Andrew Bernstein  | 15/10/2017    | 2.23 triệu           |
| 16. | Sleigh Ride                         | Dave Erickson Mark Richard    | Andrew Bernstein  | 15/10/2017    | 2.23 triệu           |

## Dàn diễn viên

### Diễn viên chính
- Kim Dickens vai Madison Clark
- Cliff Curtis vai Travis Manawa
- Frank Dillane vai Nick Clark
- Alycia Debnam-Carey vai Alicia Clark
- Colman Domingo vai Victor Strand
- Mercedes Mason vai Ofelia Salazar
- Danay García vai Luciana Galvez
- Daniel Sharman vai Troy Otto
- Sam Underwood vai Jake Otto
- Dayton Callie vai Jeremiah Otto
- Rubén Blades vai Daniel Salazar
- Lisandra Tena vai Lola Guerrero

### Diễn viên phụ
- Michael Greyeyes vai Qaletaqa Walker
- Justin Rain vai Lee "Crazy Dog"
- Karen Bethzabe vai Elena Reyes
- Ramses Jimenez vai Hector Reyes
- Rae Gray vai Gretchen Trimbol
- Michael William Freeman vai Blake Sarno
- Jason Manuel Olazabal vai Dante Esquivel
- Linda Gehringer vai Christine
- Jesse Borrego vai Efrain Morales
- Edwina Findley vai Diana
- Ray McKinnon vai Proctor John

## Đánh giá
TBA

## Bên lề
- Dàn diễn viên chính của mùa phim này có một số thay đổi:
  - Tên của Danay Garcia (Luciana Galvez) và Dayton Callie (Jeremiah Otto Sr.) được đưa vào danh sách diễn viên chính sau khi xuất hiện với vai định kỳ trong Phần 2.[6]
  - Tên của Daniel Sharman (Troy Otto) và Sam Underwood (Jake Otto) được đưa vào dàn diễn viên chính kể từ lần xuất hiện đầu của họ trong tập đầu mùa phim "Eye Of The Beholder".
  - Tên của Lisandra Tena (Lola Guerrero) được đưa vào dàn diễn viên chính kể từ lần xuất hiện đầu của cô trong tập thứ tư "100".
- Dave Erickson đã định cho nhân vật Colton từ webisode "Passage" xuất hiện trong tập đầu mùa phim. Tuy nhiên cuối cùng, do lịch trình quay của diễn viên không cho phép nên dự định này đã không được thực hiện.[7]